# Château de Crozat
Le château de Crozat est situé dans la commune d'Alboussière en Ardèche (France).

## Historique
Cette maison-forte du XIVe siècle est agrandie au XVIIe siècle puis transformée au XIXe siècle par l'architecte Louis Achille Tracol.

## Architecture
Le château tel qu'il est transformé au XIXe siècle donne sur une terrasse entourée d'un parc avec bassin.

## Personnalités
- Louis-Balthazar Dubay est né dans ce château le 3 novembre 1775. Il fut, entre autres, seigneur du Cros, baron de Boffre, maire de Saint-Péray et membre du collège électoral du département de l'Ardèche[2].